# 家族は(俺以外)サキュバスでした
『家族は（俺以外）サキュバスでした～二人の姉と母との性活で精液を搾り取られます～』（かぞくはおれいがいサキュバスでした ふたりのあねとははのせいかつでせいえきをしぼりとられます）は、マリンから2023年12月22日に発売されたアダルトゲームである。

## あらすじ
主人公・咲葉拓也には、母親の百合と、双子の姉妹・桜と楓という、血のつながらない家族がいた。ある日、拓也は姉たちから襲われてしまう。百合は自分がサキュバスであり、姉たちはサキュバスと人間の混血「カンビオン」であることを明かす。姉たちはサキュバスとして未熟であるため、サキュバスの力と精神を魂に定着させるためには男の精液が必要だった。

## 登場人物
咲葉 拓也
咲葉 桜（さくば さくら）
声：花月さや
咲葉 楓（さくば かえで）
声：乙倉由依
桜の双子の妹。
咲葉 百合（さくば ゆり）
声：長原杏子
拓也たちの母。

## 開発
ディレクターの亮精類らは萌え要素のある抜きゲーを作りたいと考え、その両方を満たせるということでサキュバスを題材にすることにした。ただし、あまりにも非現実的なHシーンでは拒絶反応を示す者がでてくるため、人間同士でも実現可能なHシーンが用意された。
加えて、マリンでは過去に恋人や姉妹とのHがメインだったため、本作の開発に当たっては双子の姉妹を主題に置き、母親はサブヒロインとして位置づけられた。
また、亮精類は一プレイヤーとしての経験から、普段から受け身の主人公ではプレイしていてイライラするため、本作においてははっきりとものをいう芯の強いキャラクターとして設定された。そのうえで、ヒロインたちは典型的なキャラクター造形にした。双子の姉である桜は普段の清楚な様子とサキュバスの時の淫乱さの落差を狙ったキャラクターデザインとなった。物語においては、サキュバスとなったことで主人公に対する秘めた思いを解放し、思いっきり甘える様子が描かれた。
楓は姉の桜とは対照的に、ギャルに近い、スポーティーなツンデレとして描かれた。亮精類は楓のキャラクター描写に悩んだとインタビューの中で語っており、どちらかというと素直になれないタイプのツンデレとして描いたと明かしている。シナリオライターのひとり・K.バッジョは楓について、「姉の評価を下げぬよう努力しており、弟である主人公を心の支えにしていたが、姉の矜持から弟に対する気持ちを押さえていた」と同じインタビューの中で説明しており、サキュバス化したことでその気持ちが表に出てしまったと語っている。子どもたちの母親・百合はトラブルメーカーであると同時に話を動かす存在として描かれた一方、その立ち位置が難しかったと亮精類はインタビューの中で語っている。また、姉二人を目立たせたいという考えから、私服は近所のお母さんを想起させるデザインとなった。

## スタッフ
- 原画：INO[1]
- シナリオ：K.バッジョ[1]、屋島狸[1]
- ディレクター：亮精類[1]

## 評価
ライターのNOVはBugBug2024年3月号に寄せたレビュー記事の中で、独特の設定を盛り込んだことで、エロ一辺倒にならず物語を楽しませる要素として素晴らしかったと語っている。また、NOVは楓が個人的に良いアクセントになったと述べ、複数人でのプレイに対する恥じらいを持ちつつも、肉親同士のセックスに自分も加わってしまう落差によって、ともすれば冗長になりやすい複数人でのプレイも最後までそのような気持ちになったと評価している。

### 註釈
1. ↑  例：尻尾が巨大化してキャラクターを丸のみにする。なお、尻尾が伸びて主人公の陰茎に巻き付く程度のグラフィックは存在する